# Blackburn Rovers Football Club
El Blackburn Rovers Football Club /ˈblækbɜrn ˈroʊvərz/ es un club de fútbol inglés, de la ciudad de Blackburn en el condado de Lancashire. Fue fundado el 5 de noviembre de 1875 y juega en la English Football League Championship, tras ascender de la English Football League One en 2018. Es uno de los tres clubes que han sido a la vez un miembro fundador de la Football League y la Premier League (los otros son el Aston Villa y Everton). Ejerce de local en Ewood Park, desde su traslado definitivo en 1890.
Tiene tres Ligas de Primera División en su palmarés (1911-12, 1913-14 y Premier League 1994-95). Los 81 años de diferencia entre su segundo y tercer título lo convierten en el segundo club de fútbol que más tiempo necesitó para repetir ganar una liga en todo el mundo, por detrás del Cliftonville F.C. norirlandés, que tardó 88 años en hacerlo.
El lema del club es "Arte et Labore" ("Por la habilidad y trabajo duro" en latín). La Premier League 2011-12 fue su última campaña en la máxima categoría, en la que estuvo por 72 temporadas. Blackburn Rovers es actualmente uno de los siete únicos clubes que han ganado la Premier League, junto con el Arsenal, Chelsea, Manchester United, Manchester City, Leicester City y Liverpool.

## Historia
El club fue fundado el 5 de noviembre de 1875. A finales del siglo XIX era uno de los clubes más exitosos de Inglaterra, habiéndose alzado con cinco Copas, razón por la cual se presume que fueron sus camisetas blanquiazules las primeras que utilizarían en España el Athletic Club y el Club Atlético de Madrid. En 1912 ganó su primer título de Liga y en 1914 su segundo. En 1995 ganó su tercero y, hasta ahora, su último título de Premier League.
El club llegó a la final de la FA Cup el 15 de marzo de 1882 contra el Old Etonians. Blackburn Rovers fue el primer equipo provincial en llegar a la final, pero el resultado fue una derrota por 1-0 ante el Old Etonians. Finalmente, alzaron la Copa FA el 29 de marzo de 1884 tras una victoria de 2-1 sobre el Queens Park F.C. de Glasgow. Ambos equipos jugaron de nuevo la final de la Copa FA la siguiente temporada, en la que Blackburn Rovers volvió a salir victorioso, con un resultado de 2-0.
El equipo consiguió su tercera Copa FA consecutiva en la siguiente temporada, ganando la final 2-0 contra el West Bromwich Albion. Por su victoria de tres Copas FA consecutivas, el club fue galardonado con un escudo de plata especialmente encargado, y se le dio el privilegio único de mostrar el escudo del club en sus banderines de esquina.
En la temporada 1885-1886 se permitió legalmente la contratación de futbolistas profesionales, año en el que Blackburn Rovers gastó £ 615 en salarios de los jugadores para la temporada.
Los blanquiazules volvieron a alcanzar la final de la Copa F. A. el 29 de marzo de 1890 en el Kennington Oval. El club afirmó el trofeo por cuarta vez, al vencer 6-1 al Sheffield. Durante el encuentro William Townley anotó tres goles y se convirtió en el primer jugador en conseguir un hat-trick en la final de la Copa F. A.
La temporada 1890-91 vio a Blackburn Rovers ganar la Copa F. A. por quinta vez contra Notts County mediante una victoria 3-1. Durante la temporada 1897-98, el club quedó en la Primera División solo como resultado de la decisión de aumentar el número de equipos de 16 a 18. La temporada, sin embargo, marcó el inicio de la asociación de 45 años de Bob Crompton con el club, tanto como jugador y, finalmente, como gestor del equipo. 
Los Rovers siguieron luchando durante los primeros años del siglo XX, pero los resultados comenzaron una mejora gradual. Se hicieron reformas importantes a Ewood Park: en 1905 el Darwen End estaba cubierto con un costo de 1.680 £ y el nuevo soporte Nuttall fue inaugurado el día de Año Nuevo de 1907. Durante las tres primeras décadas del siglo XX, los Blackburn Rovers todavía se consideraban un equipo de la parte superior de la liga inglesa. Fueron campeones de Primera División en 1911-12 y 1913-14, y ganaron nuevamente la FA Cup en 1927-28 con una victoria por 3-1 ante el Huddersfield Town. Sin embargo, tras ganar aquella copa el club no obtendría ningún título importante durante casi 70 años. 
Cuando la liga se reanudó después de la Segunda Guerra Mundial,  fueron relegados en su segunda temporada (1947-1948). En este momento comenzó la tradición de enterrar un ataúd. El club se mantuvo en la Segunda División durante los siguientes diez años, hasta conseguir finalmente la promoción en 1958. Tras regresar a la máxima categoría, volvieron a la posición media de la tabla que habían ocupado en la primera parte del siglo. Durante este tiempo, rara vez plantearon un serio desafío para un título importante, con la excepción de su llegada a la final de la Copa de 1960, cuando administrados por Scot Dally Duncan, los Rovers perdieron el juego 3-0 ante el Wolverhampton Wanderers después de jugar casi todo el partido con solo 10 hombres en el campo debido a la lesión de Dave Whelan, quien se fracturó una pierna.
Hubo breves esperanzas de un regreso a la gloria en la temporada 1963–64, cuando una victoria por 8-2 sobre el West Ham United en el este de Londres en el Boxing Day los llevó a la cima de la liga. Sin embargo, su liderato fue corto, y el título sería finalmente obtenido por el Liverpool, que grabaría otros 12 títulos de liga en los próximos 26 años, mientras que la suerte del Blackburn tomó una ruta muy diferente.
Fueron relegados de nuevo a la categoría de plata en 1966, y así comenzaría un largo exilio de 26 años de la Primera División.
Durante la década de 1970, Blackburn Rovers rebotó entre las segunda y tercera divisiones, ganando el título de Tercera División en 1975, pero nunca se acercaron al ascenso a la Primera División, a pesar de los esfuerzos de los gerentes sucesivos para poner el club de nuevo en marcha, y se replegaron en la Tercera División en 1979. Fueron segundos en la Tercera División en 1980, consiguiendo regresar a segunda, y desde ese entonces se han mantenido en los dos niveles superiores de la liga inglesa. Una segunda promoción sucesiva fue casi lograda al año siguiente, pero el club perdió por diferencia de goles, y el gerente Howard Kendall se trasladó a Everton ese verano. Bajo la gerencia de su sucesor, Bobby Saxton, solo logaron terminar en la media tabla durante las próximas tres temporadas, luego casi alcanzaron la promoción en la temporada 1984-85, pero un mal final en la temporada siguiente (justo un puesto por encima de descenso), seguido de un pésimo comienzo del periodo 1986-87, le costaron a  Saxton su trabajo.
Tras la toma del mando del club de Jack Walker, el equipo finalizó 19º en la segunda división al final de la temporada 1990-91, pero el nuevo propietario  destinó millones de libras disponibles para invertir en nuevos jugadores, y nombró a Kenny Dalglish como director en octubre de 1991. Los Rovers aseguraron el ascenso a la nueva Premier League al final de la temporada 1991-92 como ganadores del Play-Off de ascenso, poniendo así fin a su racha de 26 años fuera de la máxima categoría.
Blackburn Rovers fue noticia en el verano de 1992, mediante el pago de una cuota Inglés récord de 3,5 millones de £ para el 22 años de edad, centro de Southampton y delantero inglés Alan Shearer. Después de terminar cuarto en 1992-93 y subcampeón en 1993-94, se pasó a ganar el título de la Premier League en 1994-95. La lucha por el título se fue hasta el último partido de la temporada, pero a pesar de perder a Liverpool, Blackburn rovers que superó a los rivales del Manchester United para ganar el campeonato. Habían pasado 81 años desde que ganó la liga por última vez.
Blackburn Rovers hizo un mal comienzo de la temporada 1995-96, y se encontraron en la mitad inferior de la mayor parte de la primera mitad de la temporada. Rovers también tuvo problemas en la Liga de Campeones y terminó último de su grupo con solo cuatro puntos.
En la campaña 1996-1997 campaña de la Liga Premier vio Harford renunciar a finales de octubre con la parte inferior del club de la división, después de haber fracasado en ganar ninguno de sus primeros diez partidos. Descenso parecía una posibilidad real, solo dos temporadas después de ganar la liga. Después de un intento fallido de traer a Sven-Göran Eriksson como director, que sirven a tiempo el entrenador Tony Parkes asumió como gerente para el resto de la campaña, dirigiendo el lado estrecho margen para la supervivencia.
Se clasificó a la Copa de la UEFA, se aseguró con un sexto puesto final. Sin embargo, Rovers hicieron un mal comienzo de la campaña 1998-99 y Hodgson fue despedido en diciembre de menos de una hora después de una derrota por 2-0 en casa al lado inferior Southampton, un resultado que bloqueó Rovers en la zona de descenso.
En 1999-2000 Blackburn Rovers comenzó la temporada como favoritos de promoción, pero con el club flotando justo por encima de la división una zona de descenso Brian Kidd fue despedido en octubre y reemplazado en marzo por Graeme Souness. Jack Walker murió poco después del inicio de la temporada 2000-01, y el club dedicó su desafío promoción en memoria de su benefactor. Oportunamente, regresaron a la Premier League después de una temporada mucho mejor, terminando segundo por detrás de Fulham.
En 2001-02, ficha a Andy Cole fue comprado por £ 8 millones, y Rovers ganó su primera Copa de la Liga al vencer a Tottenham Hotspur por 2-1 en el estadio Millennium de Cardiff, Cole anotó a los 69 minutos. Los siguientes Rovers temporada terminó sexto clasificarse para la Copa de la UEFA por segunda temporada consecutiva. Mark Hughesd aseguró la supervivencia de la Premier League Rovers 'para la temporada 2004-05, así como una semifinal de la FA Cup contra el Arsenal, con acabado Rovers 15 de una vez. Él llevó al equipo a la sexta posición en la siguiente temporada y la tercera calificación europea de Rovers en cinco años.
Rovers llegaron a la semifinal de la FA Cup 2006-07, pero perdió ante el Chelsea en la prórroga, y terminaron la liga de la temporada en la décima, la clasificación para la Copa Intertoto, que dio lugar a una corta carrera en la Copa de la UEFA 2007-08. En mayo de 2008, Mark Hughes dejó Blackburn Rovers para la vacante en el Manchester City. En 2009-10 Blackburn rovers llegó a una final del décimo lugar y una semifinal de la Copa de la Liga.
En noviembre de 2010, la empresa india VH Grupo compró Blackburn Rovers bajo el nombre de Venky de London Limited por 23 £ millones.Los nuevos propietarios inmediatamente gerente despedido Sam Allardyce y lo reemplazó con el entrenador del primer equipo, Steve Kean, inicialmente con carácter temporal, pero en enero de 2011 se le había adjudicado un contrato a tiempo completo hasta junio de 2013.

## Uniforme
- Uniforme titular: Camiseta dividida en dos mitades, la mitad derecha azul con manga blanca y la mitad izquierda blanca con manga azul, pantalón blanco y medias blancas.
- Uniforme alternativo: Camiseta azul marino, pantalón azul y medias azules.
- Tercer uniforme: Camiseta roja, pantalón rojo y medias rojas.

### Equipación titular
| 2013-14 | 2014-15 | 2015-16 | 2016-17 | 2017-18 | 2018-19 | 2019-20 | 2020-21 | 2021-22 | 2022-23 |

### Patrocinador
| Período       | Patrocinador |
| ------------- | ------------ |
| 1974-1981     | Umbro        |
| 1981-1988     | Spall        |
| 1988-1990     | Ellgren      |
| 1990-1992     | Ribero       |
| 1992-1998     | ASICS        |
| 1998-2000     | Uhlsport     |
| 2000-2004     | Kappa        |
| 2004-2007     | Lonsdale     |
| 2007-2013     | Umbro        |
| 2013-2016     | Nike         |
| 2016-2021     | Umbro        |
| 2021-Presente | Macron       |

## Entrenadores
| Periodo   | Nombre           | Notas |
| --------- | ---------------- | --- |
| 1884–1896 | Thomas Mitchell  | Ganó 6 Copas FA (1883, 1884, 1885, 1886, 1890 & 1891)                                                                                              |
| 1896–1903 | Joseph Warmsley  | |
| 1903–1925 | Robert Middleton | Ganó Títulos de Liga (1912–1913 & 1913–1914) y la Charity Shield (1912). es el entrenador que ha durado más tiempo en el cargo (22 años y 3 meses) |
| 1922–1926 | Jack Carr        | |
| 1926–1930 | Bob Crompton     | Ganó la Copa FA (1928) |
| 1931–1936 | Arthur Barritt   | |
| 1936–1938 | Reg Taylor       | |
| 1938–1941 | Bob Crompton     | Ganó el título de la División 2 (ahora llamado la Championship) (1938–1939)                                                                        |
| 1946–1947 | Eddie Hapgood    | |
| 1947      | Will Scott       | |
| 1947–1949 | Jack Bruton      | |
| 1949–1953 | Jackie Bestall   | |
| 1953–1958 | Johnny Carey     | Primer entrenador que no es del Reino Unido |
| 1958–1960 | Dally Duncan     | |
| 1960–1967 | Jack Marshall    | |
| 1967–1970 | Eddie Quigley    | |
| 1970–1971 | Johnny Carey     | |
| 1971–1973 | Ken Furphy       | |
| 1974–1975 | Gordon Lee       | Ganó el título de la Tercera División (ahora llamada League One) (1974–1975)                                                                       |
| 1975–1978 | Jim Smith        | |
| 1978      | Jim Iley         | |
| 1978–1979 | John Pickering   | El entrenador que ha permanecido menos tiempo en el puesto (3 meses)                                                                               |
| 1979–1981 | Howard Kendall   | |
| 1981–1986 | Bobby Saxton     | |
| 1987–1991 | Don Mackay       | Ganó la Full Members Cup (1987) |
| 1991–1995 | Kenny Dalglish   | Ganó el título de la Premier League (1994–1995) |
| 1995–1996 | Ray Harford      | |
| 1997–1998 | Roy Hodgson      | |
| 1998–1999 | Brian Kidd       | Descendió de la Premier League (1998/99) |
| 1999–2000 | Tony Parkes      | |
| 2000–2004 | Graeme Souness   | Subcampeón/ascendió de la Division One a la Premier League (2000/01). Ganó la League Cup (2002)                                                    |
| 2004–2008 | Mark Hughes      | Ganó la Copa Intertoto |
| 2008      | Paul Ince        | |
| 2008–2010 | Sam Allardyce    | |
| 2010–2012 | Steve Kean       | Descendió de la Premier League a la Championship (2011/12)                                                                                         |
| 2012–2013 | Henning Berg     | Primer entrenador de fuera de Gran Bretaña y que no es angloparlante en dirigir al equipo                                                          |
| 2013-     | Michael Appleton | Director técnico del club de la segunda más corto (67 días)                                                                                        |
| 2013-2015 | Gary Bowyer      | Se desempeñó como gerente interino en dos ocasiones                                                                                                |
| 2015-2016 | Paul Lambert     | Renunció después de la temporada 2015-2016 |
| 2016-2017 | Owen Coyle       | |
| 2017-act. | Tony Mowbray     | |

## Jugadores

### Jugadores históricos
| Máximos goleadores | Máximos goleadores | Máximos goleadores | Más partidos disputados | Más partidos disputados | Más partidos disputados |
| 1.                 | Simón Garner       | 168 goles          | 1.                      | Derek Fazackerley       | 596 partidos            |
| 2.                 | Tommy Briggs       | 140 goles          | 2.                      | Ronnie Clayton          | 581 partidos            |
| 3.                 | Alan Shearer       | 112 goles          | 3.                      | Bob Crompton            | 530 partidos            |
| 4.                 | Jack Bruton        | 108 goles          | 4.                      | Simón Garner            | 484 partidos            |
| 5.                 | Bryan Douglas      | 100 goles          | 5.                      | Bryan Douglas           | 438 partidos            |
| 6.                 | Eddie Quigley      | 92 goles           | 6.                      | Bill Eckersley          | 406 partidos            |
| 7.                 | Andy McEvoy        | 89 goles           | 7.                      | Billy Bradshaw          | 386 partidos            |
| 8.                 | Peter Dobing       | 88 goles           | 8.                      | Glenn Keeley            | 370 partidos            |
| 9.                 | Jordan Rhodes      | 83 goles           | 9.                      | Tony Parkes             | 350 partidos            |
| 10.                | Ernie Thompson     | 82 goles           | 10.                     | Jack Bruton             | 324 partidos            |

## Rivalidades
- Burnley Football Club: El Blackburn tiene como rival principal al Burnley. Cuando los dos equipos juegan entre sí, se lo conoce como el "Derby East Lancashire". Los primeros partidos se remontan a fines del siglo 19. El primer partido fue victoria de los Rovers por 4:2. Si bien históricamente el Blackburn tuvo el historial a favor, la creciente mejoría del Burnley y estabilidad en la máxima categoría del fútbol inglés, hizo que el historial se invierta muy recientemente. Hasta el 2024, el Burnley lleva una diferencia de +3 en el historial. 44 victorias para el Burnley, 21 empates y 41 victorias para los Rovers.

- Preston North End: El Preston es el segundo rival eterno de los Rovers. A tan solo 30 minutos de distancia entre Preston y Blackburn. Este duelo es el que más seguido se juega ya que ambos se mantienen en la EFL Championship. Sus primeros enfrentamientos se datan a fines del siglo 19 e históricamente ambos han dominado Inglaterra en décadas pasadas.

- Bolton Wanderers: Mantiene una rivalidad con el equipo de Lancashire, debido a la cercanía entre las ciudades de Bolton y Blackburn. Sin embargo, este duelo se fue disminuyendo con la permanencia del Bolton en la tercera división.

- Wigan Athletic: Al igual que Bolton, ha tenido varios enfrentamientos con Blackburn Rovers, pero no es un rivalidad grande, también es debido a la cercanía entre Wigan y Blackburn. Si bien no hay gran rivalidad, Wigan a opacado a los Rovers en duelos claves en la EFL Championship generando gran tensión entre ambas aficiones.

- Manchester United: Es otro equipo cercano a Blackburn Rovers y se consideran un rival por los fanes del Blackburn. La rivalidad fue más feroz a mediados de los años 1990 cuando el Blackburn Rovers y Manchester United pelearon estrechamente por el título de la Premier League. Habiendo peleado cabeza a cabeza, el United se llevó la Premier League 1993-94, mientras que el Blackburn se llevó la de 1994-95.

- Blackpool FC es un rival muy usual aunque juegan entre sí desde la temporada 2022/23, debido a que el Blackpool se encuentra en 3ra. Pero ésta rivalidad es más por cercanía entre ambas ciudades que por historia entre sí.

- Accrington Stanley FC es un club que está a las afueras de Blackburn y se han enfrentado en algunos partidos y varios amistosos, sin embargo hay mucha diferencia entre ambos clubes y sus respectivas categorías.

## Récords Históricos del Club
- Goleador histórico:

Simon Garner, 198 goles (172 en Liga)
- Récord de asistencia en Ewood Park:

62255 vs Bolton Wanderers, sexta ronda de FA Cup, 2 de marzo de 1929
- Record de transferencia de pago:

£ 8m al Manchester United por Andrew Cole en diciembre de 2001 y £ 8m a Huddersfield Town por Jordan Rhodes en agosto de 2012
- Record de transferencia recibida:

18m £ del Manchester City Football Club por el jugador paraguayo Roque Santa Cruz en junio de 2009
- Victoria más abultada:

13-0 vs Rossendale Unidas, Ewood Park, primera ronda de la FA Cup 13 de octubre de 1884
- Victoria más abultada en Liga:

10-0 vs Middlesbrough, Ewood Park, División 2, 6 de noviembre de 1954
- Victoria más abultada fuera de casa:

8-0 vs Harrogate Town, E.F.L Cup, 30 de agosto de 2023
- Derrota más abultada:

1-7 vs Arsenal, División 1, 25 de febrero de 1933, 0-8 vs Lincoln City, División 2, 29 de agosto de 1953 [66]
- Peor derrota en Liga:

1-7 vs Notts County, 14 de marzo de 1891 1-7 vs Middlesbrough, 29 de noviembre de 1947. 0-7 vs Fulham, 3 de noviembre de 2021.
- Partido con más goles:

13: 5-8 vs Derby County, 6 de septiembre de 1890
- La mayoría de los puntos ganados en una temporada (Cuando las victorias valían 2 puntos):

60 (1974/1975)
- La mayoría de los puntos ganados en una temporada (Ya con 3 puntos por victoria):

91 (2000-01)
- Menos puntos ganados en una temporada (2 puntos):

25 (1965-1966)
- Menos puntos ganados en una temporada (3 puntos):

32 (2011-12) [67]
- La mayoría de apariciones consecutivas de liga:

Walter Crook, 208 (1934-46)
- La mayoría de los goles marcados por un jugador en una temporada:

Ted Harper, 43 goles, División 1, 1925/1926
- La mayoría de los goles marcados por un jugador en un partido:

Tommy Briggs, 7 goles vs Bristol Rovers, División 2, 5 de febrero de 1955
- La mayoría de los hat-tricks en una temporada:

8, 1963/64
- La mayoría de los hat-tricks individuales:

15, Jack Southworth
- La mayoría de los partidos de la Copa FA:

Ronnie Clayton (1949-1969)
- La mayoría de los partidos de la Copa de la Liga:

Derek Fazackerley, 38, 1969-1987
- Jugador que ha jugado más partidos:

Derek Fazackerley, 599, 1969-1987
- Jugador más joven en aparecer por Rovers:

Harry Dennison, de 16 años y 145 días contra Bristol City, División 1, 8 de abril de 1911
- Jugador de más edad a aparecer para Rovers:

Bob Crompton, 41 años y 150 días contra Bradford, División 1, 23 de febrero de 1920
- Mayor invicto en la Copa FA:

24 partidos, incluyendo 3 FA Cup ganadas consecutivamente desde 1884 hasta 1886. 

## Palmarés

### Torneos nacionales (12)
| Competiciones nacionales | Títulos                                               | Subcampeonatos    |
| ------------------------ | ----------------------------------------------------- | ----------------- |
| Primera División (3/1)   | 1911-12, 1913-14, 1994-95.                            | 1993-94.          |
| FA Cup (6/2)             | 1883-84, 1884-85, 1885-86, 1889-90, 1890-91, 1927-28. | 1881-82, 1959-60. |
| Copa de la Liga (1/0)    | 2001-02.                                              |                   |
| Community Shield (1/3)   | 1912.                                                 | 1928, 1994, 1995. |
| Full Members Cup (1)     | 1986-87.                                              |                   |
|                          |                                                       |                   |
| Segunda División (1/2)   | 1938-39.                                              | 1957-58, 2000-01. |
| Tercera División (1/2)   | 1974-75.                                              | 1979-80, 2017-18. |